# Johann Peter Lotichius
 Johann Peter Lotichius (* 8. März 1598 in Nauheim, Grafschaft Hanau; † 31. März 1669 in Frankfurt am Main) war ein deutscher Humanist, Mediziner, Poet und Historiograph.

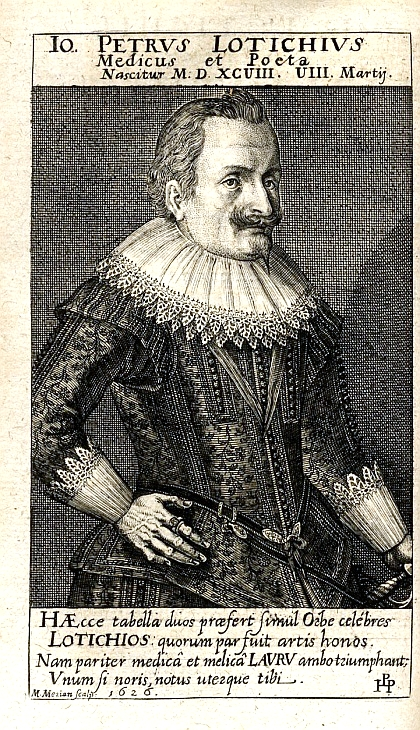
Johann Peter Lotichius, in Kupfer gestochen von Matthäus Merian 1626.

## Leben
Am 8. März 1598 als Sohn des Nauheimer Pfarrers Nicolaus Lotichius (eines Neffen des Petrus Lotichius Secundus) geboren, besuchte der aufgeweckte Junge von 1609 bis 1614 das von dem reformatorischen Abt Petrus Lotichius gegründete Gymnasium in Schlüchtern und begann mit 16 Jahren das Studium der Medizin an der Universität in Marburg, das er 1616 an der Universität Basel fortsetzte, um dort 1619 mit der Promotion zum Doktor der Medizin abzuschließen. Zwischendurch besuchte er die Universität Padua, wo er sich am 30. Oktober 1618 immatrikulierte. 1620 wurde er Arzt zunächst in Hanau, wo er 1623 am dortigen Gymnasium auch als Professor für Physik lehrte.
1624 bekam er eine Anstellung als Hofmedicus am Hof Johann Ludwigs zu Hadamar sowie ein Extraordinariat für Medizin in Frankfurt, weshalb er schon 1625 sich dort als Arzt niederließ. Hier heiratete er am 2. August des gleichen Jahres Elisabeth von Hamel. In Frankfurt erreichte ihn ein Ruf der Universität Rinteln, den er als willkommene Absicherung seiner Familie 1629 annahm. Sein Jahresgehalt betrug 200 Taler und zusätzlich „eine ihm vom Landesherrn bewilligte Sonderzulage von 60 Talern“, die Lotichius auf Anweisung des Landdrosten von Münchhausen „mit erster Gelegenheit zu verschaffen sei“. Von 1629 an wirkte Lotichius als Professor für Medizin in Rinteln.
Aufgrund rückläufiger Studentenzahlen während des Dreißigjährigen Krieges und der dadurch verringerten Kolleggelder ab 1632 verschaffte er sich auch eine Anstellung als kaiserlicher Feldarzt im nahen Minden mit einer zweiten Bestallung in Bückeburg durch Graf Jobst Herrmann von Schaumburg  „als Leibmedicus und extraordinarius gegen 300 Taler und 25 Taler Hafergeld“. Nach dem Tode des Grafen 1635 und aufgrund der prekären wirtschaftlichen Lage kehrte Lotichius 1636 nach Hanau zurück.
1639 wurde er Professor für Medizin an der Universität Marburg und erhielt 1642 eine Medizinprofessur an der Hohen Schule Herborn. 1644 war er kurz in Butzbach, bevor er im gleichen Jahr wieder nach Frankfurt ging. Kaiser Ferdinand ernannte ihn dort zum dotierten Kaiserlichen Rat und Historiograph, eine Position, die ihm endlich erlaubte, sich zunehmend seinen schriftstellerischen Arbeiten zu widmen.
Zum humanistischen Freundeskreis des J. P. Lotichius gehörte Johann Georg Styrzel (1591–1668) aus Augsburg, der lange Jahre Bürgermeister von Rothenburg ob der Tauber war.
Lotichius und seine Frau Elisabeth von Hamel hatten drei Söhne und sechs Töchter, welche sämtlich vor dem Vater ohne Nachkommen zu hinterlassen und meist schon im Kindesalter starben. Er selbst starb am 21. März 1669 in Frankfurt am Main.

## Werk
Das vielseitige, vornehmlich in lateinischer Sprache verfasste Werk des späthumanistischen Gelehrten reicht von den frühen Poemata (1620) bis zu panegyrischen Dichtungen (1651) auf das Haus Habsburg. Es umfasst unter anderem seine – die eigene Gelehrsamkeit dokumentierende – 4-teilige Bibliotheca Poetica, welche eine bio-bibliographische Auflistung von 169 Dichtern und 4 Dichterinnen griechischer und lateinischer Sprache von der mythischen Urzeit bis zum ersten Viertel des 17. Jahrhunderts bietet. Die meist ein- bis zweiseitige Artikel des J.P. Lotichius behandeln 59 antike Autoren (von Linos bis Arator) und 114 Dichter der Neuzeit, mit zwei bis fünf, manchmal aber auch mit mehr als zehn Seiten (Philipp Melanchthon, Petrus Lotichius Secundus), wobei die mittellateinische Literatur ausgespart bleibt.
Neben den rein medizinischen Schriften, den medizinisch-philologischen und medizinisch-philosophischen Abhandlungen bilden akademische Reden und Abhandlungen sowie zeitgeschichtliche Werke zum Kriegsverlauf der Jahre 1631–1643 und 1643–1647 das vielseitige Œuvre des J.P. Lotichius.
Er pflegte das Andenken seines Großonkels und Dichters Petrus Lotichius Secundus (1528–1560) und edierte die Schriften von dessen Bruder Christian (1530/1531–1568), Rektor der Klosterschule in Schlüchtern, wie auch von deren beider Onkel Petrus Lotichius (1501–1567), der das Kloster Schlüchtern als Abt der Reformation zuführte.

## Schriften (Auswahl)
- Bibliotheca Poetica in 4 Teilen, Frankfurt 1625, 1626 und 1628
- Holofernes, Frankfurt 1625 [eine Bibeldichtung]
- Gynaicologia,[3]  Rinteln 1630; deutsche Übersetzung: Frankfurt 1645 [medizinische Abhandlung und Verteidigung des weiblichen Geschlechts]
- Casei Nequitia, Tractatus Medico-Philogicus novus, Frankfurt 1643 [medizinische Fallsammlung]
- Satyricon : Super  profligatis Neronianae tempestatis moribus: Commentariis, Sive Excursibus Medico-Philosophicis Itemque Notis, 2 Bände, Frankfurt 1629
- Theatrum Europaeum[4], 5. Teil Rerum Germanicarum libri für die Jahre 1643–1647, Frankfurt 1650 [bei Matthäus Merian auf Deutsch erschienen]
- Panegyricus Frankfurt 1651 (lobpreisende Dichtung auf das Haus Habsburg)

## Titelseiten

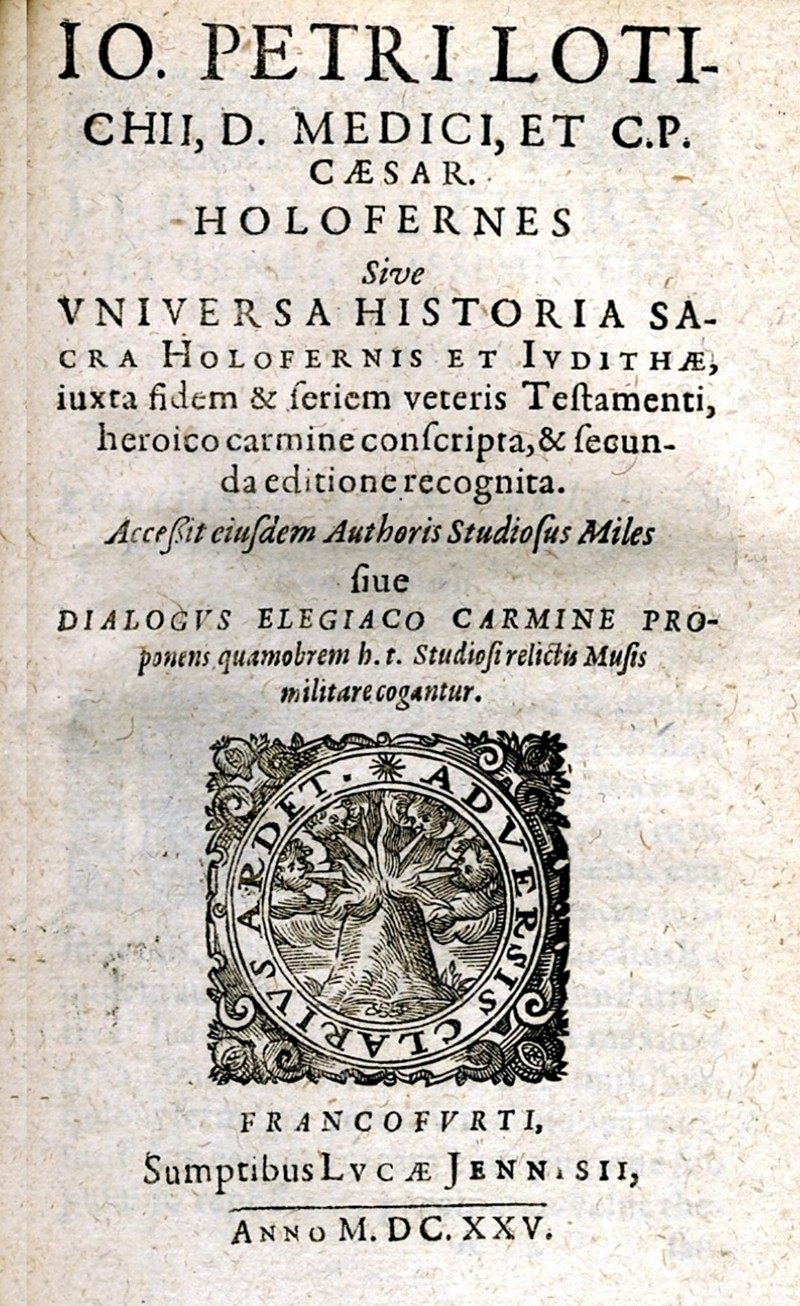
Holofernes[5] 1625
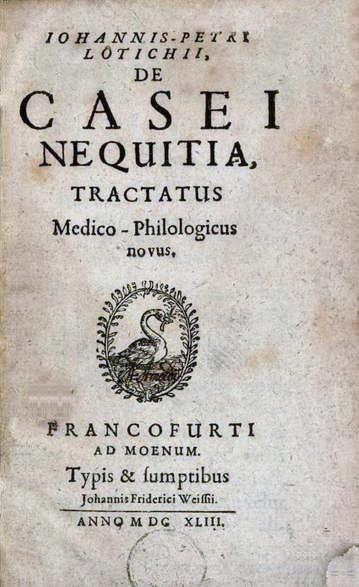
Casei Nequitia 1643
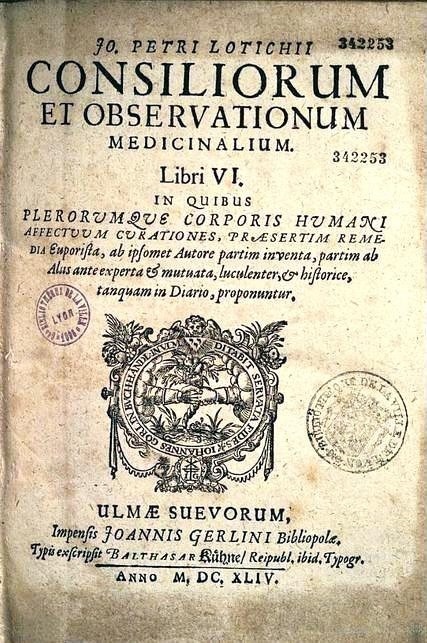
Consiliorum[6] 1644
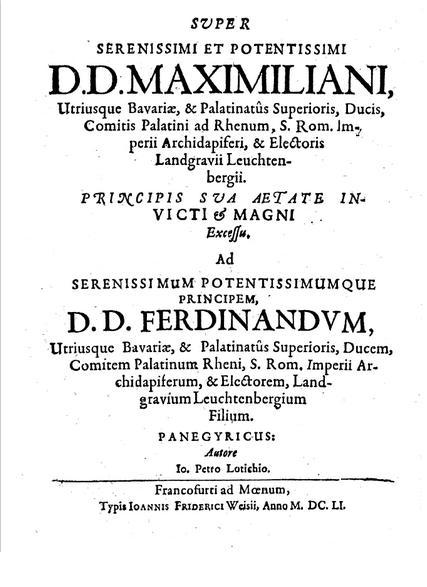
Panegyricus[7] 1651